# Azua (distrito)
Azua es un distrito del municipio de Azua, que está situado en la provincia de Azua de la República Dominicana. Según el censo de 2022, tiene una población de 66 217 habitantes.

## Sección municipal
Está formado por la sección municipal de:
| Nombre             | Código     |
| ------------------ | ---------- |
| Azua de Compostela | 0502010101 |